# ثروب فان أورمان
مارك ثروب فان أورمان (بالإنجليزية:Mark "Thurop" Van Orman من مواليد 26 ابريل 1976، هو رسام كارتون أمريكي وممثل صوتي وكاتب تلفزيوني ومنتج، ومعروف أنه مخرج مسلسل الرسوم المتحركة الشهير مغامرات فلاب جاك لكرتون نتورك.

## روابط خارجية
- ثروب فان أورمان على موقع IMDb (الإنجليزية)
- ثروب فان أورمان على موقع ميوزك برينز (الإنجليزية)
- ثروب فان أورمان على موقع قاعدة بيانات الفيلم (الإنجليزية)